# Jüdische Gemeinde Albersweiler

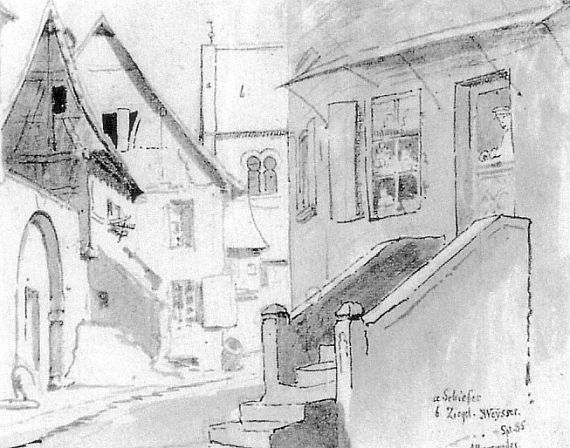
Synagoge in Albersweiler (Bildmitte) gezeichnet von Karl Weysser, 1885

Eine Jüdische Gemeinde in Albersweiler, einer Ortsgemeinde im Landkreis Südliche Weinstraße in Rheinland-Pfalz, bestand bereits seit dem 16. Jahrhundert.

## Geschichte
Erstmals werden in Albersweiler 1529 Juden erwähnt. Mitte des 18. Jahrhunderts lebten bereits 37 jüdische Familien im Ort, davon 18 im Ortsteil der Grafen von Löwenstein-Scharfeneck. Die höchste Zahl jüdischer Einwohner in Albersweiler wurde 1848 mit 271 Personen erreicht. Die jüdischen Familien verdienten ihren Lebensunterhalt vor allem als Kaufleute und Metzger.
Die jüdische Gemeinde Albersweiler besaß eine Synagoge in der Weinstraße (heute Kirchstraße 2). Ihre Toten wurden auf dem jüdischen  Friedhof in Annweiler bestattet. Die jüdische Schule in der Frankweilerstraße (heute Hohlstraße), in der auch das rituelle Bad (Mikwe) untergebracht war, nahm 1855 den Betrieb auf. Die Gemeinde hatte einen Lehrer angestellt, der zugleich als Vorbeter und Schochet tätig war. Im letzten Drittel des 19. Jahrhunderts ging die Zahl der Gemeindemitglieder durch Auswanderung und Wegzug in größere Städte zurück.
Im 20. Jahrhundert gehörten die in Annweiler lebenden jüdischen Personen ebenfalls zur Gemeinde in Albersweiler.

## Gemeindeentwicklung
| Jahr | Gemeindemitglieder                      |
| ---- | --------------------------------------- |
| 1698 | 4 Familien                              |
| 1718 | 17 Familien                             |
| 1801 | 144 Personen                            |
| 1808 | 145 Personen / 41 Familien              |
| 1825 | 221 Personen, etwa 11,6 % der Einwohner |
| 1848 | 271 Personen                            |
| 1875 | 229 Personen                            |
| 1886 | 214 Personen                            |
| 1900 | 111 Personen                            |
| 1910 | 69 Personen                             |
| 1928 | 37 Personen                             |
| 1933 | 32 Personen                             |
| 1938 | 15 Personen                             |
| 1940 | 4 Personen                              |

## Zeit des Nationalsozialismus
In der Zeit des Nationalsozialismus verließen viele jüdische Bewohner den Ort bzw. wanderten aus. Die Synagoge wurde beim Novemberpogrom 1938 zerstört und später abgebrochen. Im Oktober 1940 wurden im Rahmen der sogenannten Wagner-Bürckel-Aktion die letzten vier jüdischen Einwohner nach Gurs deportiert und kamen ums Leben.
Das Gedenkbuch des Bundesarchivs verzeichnet 36 in Albersweiler geborene deutsche Bürger jüdischen Glaubens, die dem Völkermord des nationalsozialistischen Regimes zum Opfer fielen.